# Sainte-Colome
Sainte-Colome (en béarnais Senta-Coloma ou Sénte-Couloume) est une commune française située dans le département des Pyrénées-Atlantiques, en région Nouvelle-Aquitaine.
Ses habitants s'appellent les Saints-Colombiens ou Saints-Colomois.

## Géographie

### Localisation
La commune de Sainte-Colome se trouve dans le département des Pyrénées-Atlantiques, en région Nouvelle-Aquitaine.
Elle se situe à 25 km par la route de Pau, préfecture du département, et à 22 km d'Oloron-Sainte-Marie, sous-préfecture.
Les communes les plus proches sont : 
Sévignacq-Meyracq (1,4 km), Arudy (2,1 km), Louvie-Juzon (2,1 km), Izeste (2,2 km), Bescat (3,2 km), Castet (3,9 km), Lys (5,1 km), Buzy (5,7 km).
Sur le plan historique et culturel, Sainte-Colome fait partie de la province du Béarn, qui fut également un État et qui présente une unité historique et culturelle à laquelle s’oppose une diversité frappante de paysages au relief tourmenté.

### Communes limitrophes
Les communes limitrophes sont  Louvie-Juzon, Lys et Sévignacq-Meyracq.
| Sévignacq-Meyracq |               | Lys |
|                   | Sainte-Colome |     |
|                   | Louvie-Juzon  |     |

### Hydrographie

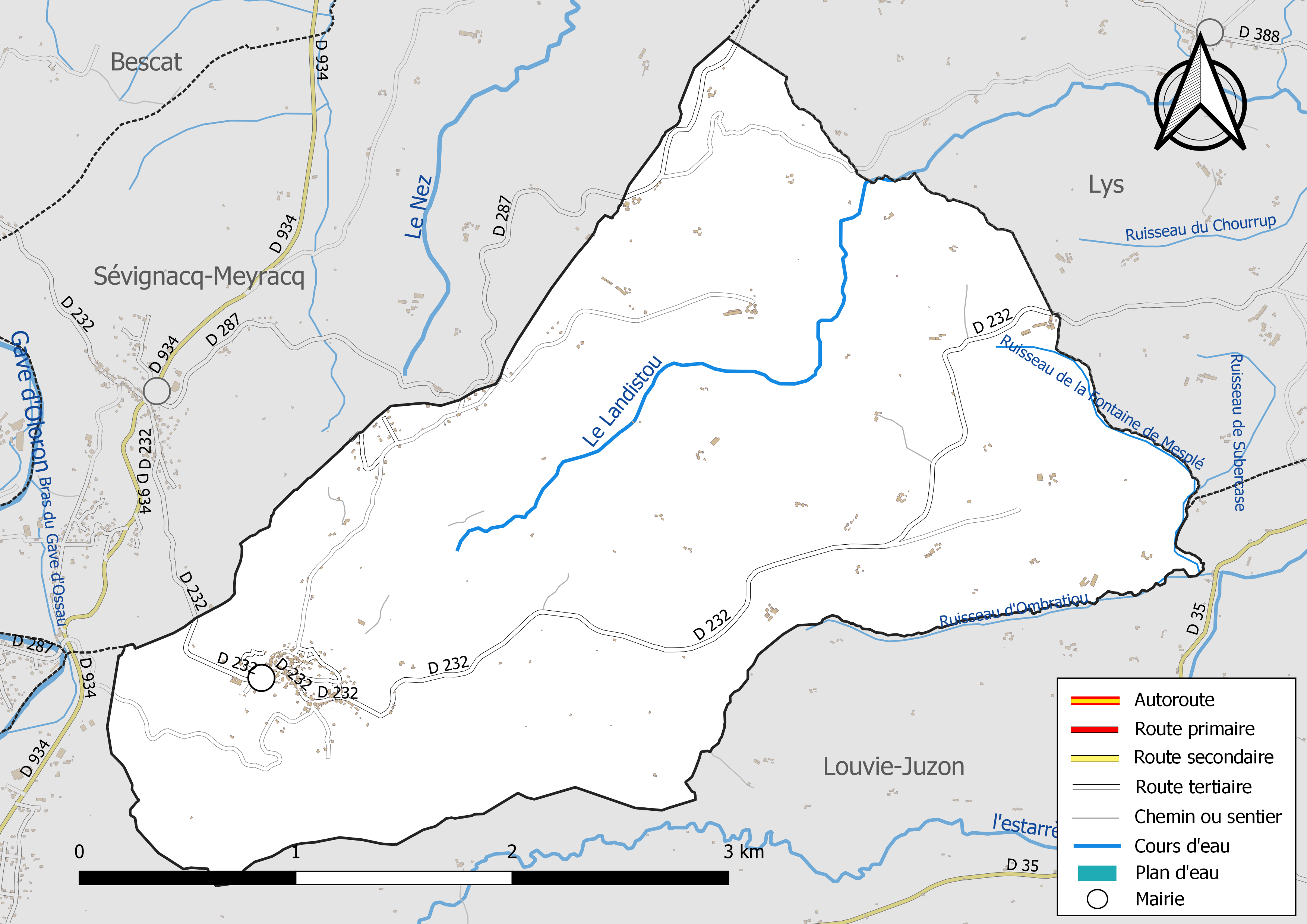
Réseaux hydrographique et routier de Sainte-Colome.

Le Landistou prend source sur la commune au nord-est du village, et se dirige vers le nord-est pour rejoindre le Béez (affluent du gave de Pau) sur la commune de Bruges12,5 km plus loin.
À l'est, la commune est bordée par l'arriou d'Ombratiou et par son affluent le  ruisseau de la fontaine de Mesplé, ce dernier alimenté sur le territoire de la commune par le ruisseau de Subercase. Le ruisseau d'Ombratiou se jette dans le ruisseau Lestarrès, affluent du Béez.
Le gave d'Ossau coule à moins de 250 m de la pointe ouest de la commune.

### Climat
Pour des articles plus généraux, voir Climat de la Nouvelle-Aquitaine et Climat des Pyrénées-Atlantiques.
Historiquement, la commune est exposée à un climat de montagne.
En 2020, Météo-France publie une typologie des climats de la France métropolitaine dans laquelle la commune est toujours exposée à un climat de montagne et est dans la région climatique Pyrénées atlantiques, caractérisée par une pluviométrie élevée (>1 200 mm/an) en toutes saisons, des hivers très doux (7,5 °C en plaine) et des vents faibles.
Pour la période 1971-2000, la température annuelle moyenne est de 12 °C, avec une amplitude thermique annuelle de 13,8 °C. Le cumul annuel moyen de précipitations est de 1 484 mm, avec 12 jours de précipitations en janvier et 9,7 jours en juillet. Pour la période 1991-2020, la température moyenne annuelle observée sur la station météorologique la plus proche, située sur la commune d'Asson à 13 km à vol d'oiseau, est de 13,2 °C et le cumul annuel moyen de précipitations est de 1 376,5 mm,. Pour l'avenir, les paramètres climatiques de la commune estimés pour 2050 selon différents scénarios d’émission de gaz à effet de serre sont consultables sur un site dédié publié par Météo-France en novembre 2022.

### Milieux naturels et biodiversité

#### Espaces protégés
La protection réglementaire est le mode d’intervention le plus fort pour préserver des espaces naturels remarquables et leur biodiversité associée,.
Un  espace protégé est présent sur la commune : 
la « tourbière de Pédestarrès », objet d'un arrêté préfectoral de protection de biotope, d'une superficie de 33,8 ha.

#### Réseau Natura 2000
Le réseau Natura 2000 est un réseau écologique européen de sites naturels d'intérêt écologique élaboré à partir des Directives « Habitats » et « Oiseaux », constitué de zones spéciales de conservation (ZSC) et de zones de protection spéciale (ZPS).
Deux sites Natura 2000 ont été définis sur la commune au titre de la « directive Habitats », : 
- le « gave de Pau », d'une superficie de 8 194 ha, un vaste réseau hydrographique avec un système de saligues[Note 4] encore vivace[19] ;
- la « tourbière de Louvie-Juzon », d'une superficie de 31,22 ha, une tourbière haute  d'intérêt majeur en particulier valeur palynologique[20] ;

#### Zones naturelles d'intérêt écologique, faunistique et floristique
L’inventaire des zones naturelles d'intérêt écologique, faunistique et floristique (ZNIEFF) a pour objectif de réaliser une couverture des zones les plus intéressantes sur le plan écologique, essentiellement dans la perspective d’améliorer la connaissance du patrimoine naturel national et de fournir aux différents décideurs un outil d’aide à la prise en compte de l’environnement dans l’aménagement du territoire.
Une ZNIEFF de type 1 est recensée sur la commune, : 
le « tourbière de Louvie-Juzon » (38,69 ha), couvrant 2 communes du département.

## Urbanisme

### Typologie
Au 1er janvier 2024, Sainte-Colome est catégorisée commune rurale à habitat dispersé, selon la nouvelle grille communale de densité à sept niveaux définie par l'Insee en 2022.
Elle est située hors unité urbaine. Par ailleurs la commune fait partie de l'aire d'attraction de Pau, dont elle est une commune de la couronne,. Cette aire, qui regroupe 227 communes, est catégorisée dans les aires de 200 000 à moins de 700 000 habitants,.

### Occupation des sols

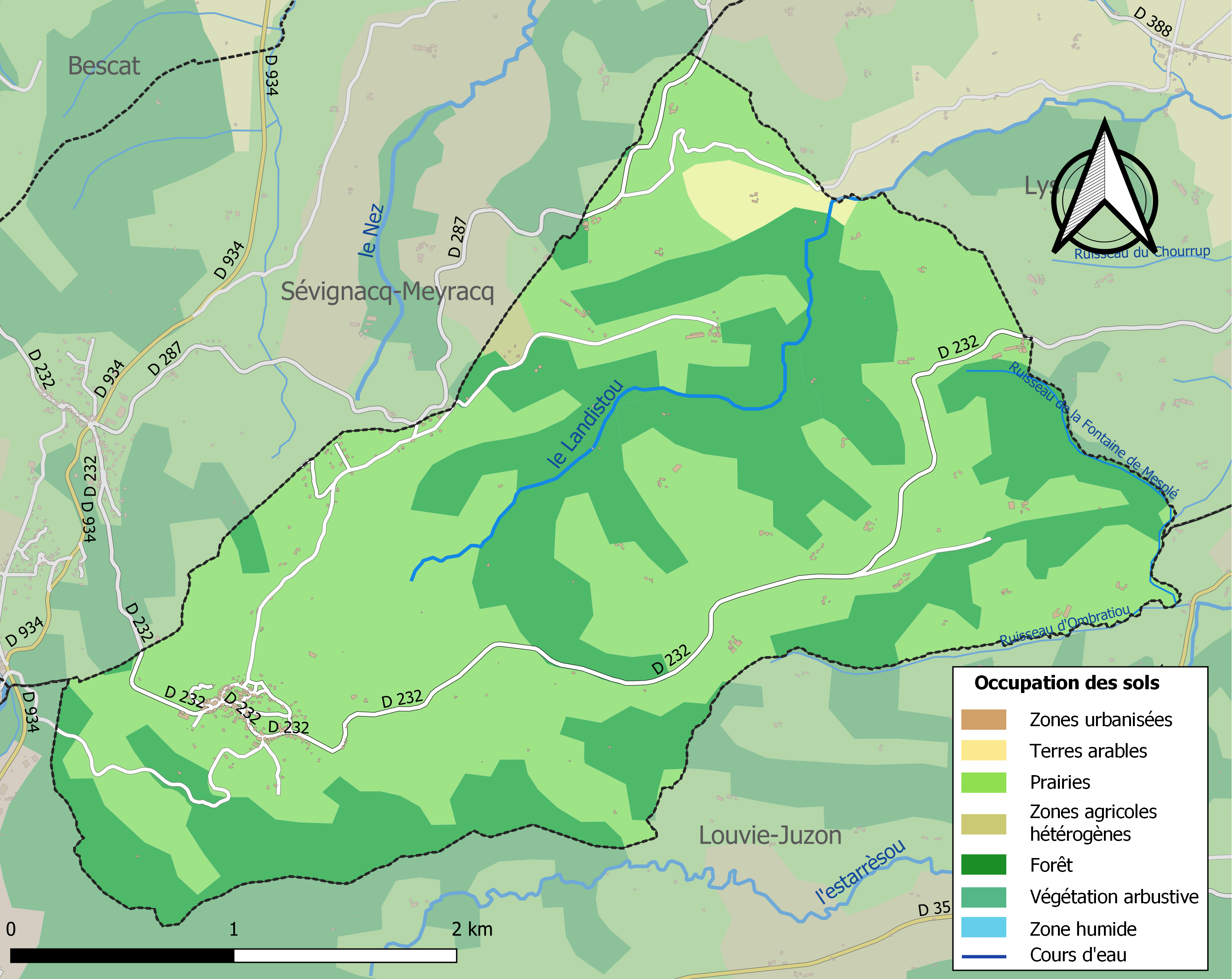
Carte des infrastructures et de l'occupation des sols de la commune en 2018 (CLC).

L'occupation des sols de la commune, telle qu'elle ressort de la base de données européenne d’occupation biophysique des sols Corine Land Cover (CLC), est marquée par l'importance des territoires agricoles (63,3 % en 2018), une proportion identique à celle de 1990 (63,3 %). La répartition détaillée en 2018 est la suivante : 
prairies (61,2 %), forêts (36,7 %), terres arables (1,6 %), zones agricoles hétérogènes (0,4 %). L'évolution de l’occupation des sols de la commune et de ses infrastructures peut être observée sur les différentes représentations cartographiques du territoire : la carte de Cassini (XVIIIe siècle), la carte d'état-major (1820-1866) et les cartes ou photos aériennes de l'IGN pour la période actuelle (1950 à aujourd'hui).

### Lieux-dits et hameaux
Les hameaux incluent Augareils, Minda et de nombreuses petites unités dispersées dans les replis de montagne.

### Voies de communication et transports
Le GR78 traverse la commune d'est en ouest.

### Risques majeurs
Le territoire de la commune de Sainte-Colome est vulnérable à différents aléas naturels : météorologiques (tempête, orage, neige, grand froid, canicule ou sécheresse), feux de forêts, mouvements de terrains et séisme (sismicité moyenne). Un site publié par le BRGM permet d'évaluer simplement et rapidement les risques d'un bien localisé soit par son adresse soit par le numéro de sa parcelle.
Sainte-Colome est exposée au risque de feu de forêt. En 2020, le premier plan de protection des forêts contre les incendies (PDPFCI) a été adopté pour la période 2020-2030. La réglementation des usages du feu à l’air libre et les obligations légales de débroussaillement dans le département des Pyrénées-Atlantiques font l'objet d'une consultation de public ouverte du 16 septembre au 7 octobre 2022,.
Les mouvements de terrains susceptibles de se produire sur la commune sont des affaissements et effondrements liés aux cavités souterraines (hors mines). Afin de mieux appréhender le risque d’affaissement de terrain, un inventaire national permet de localiser les éventuelles cavités souterraines sur la commune.

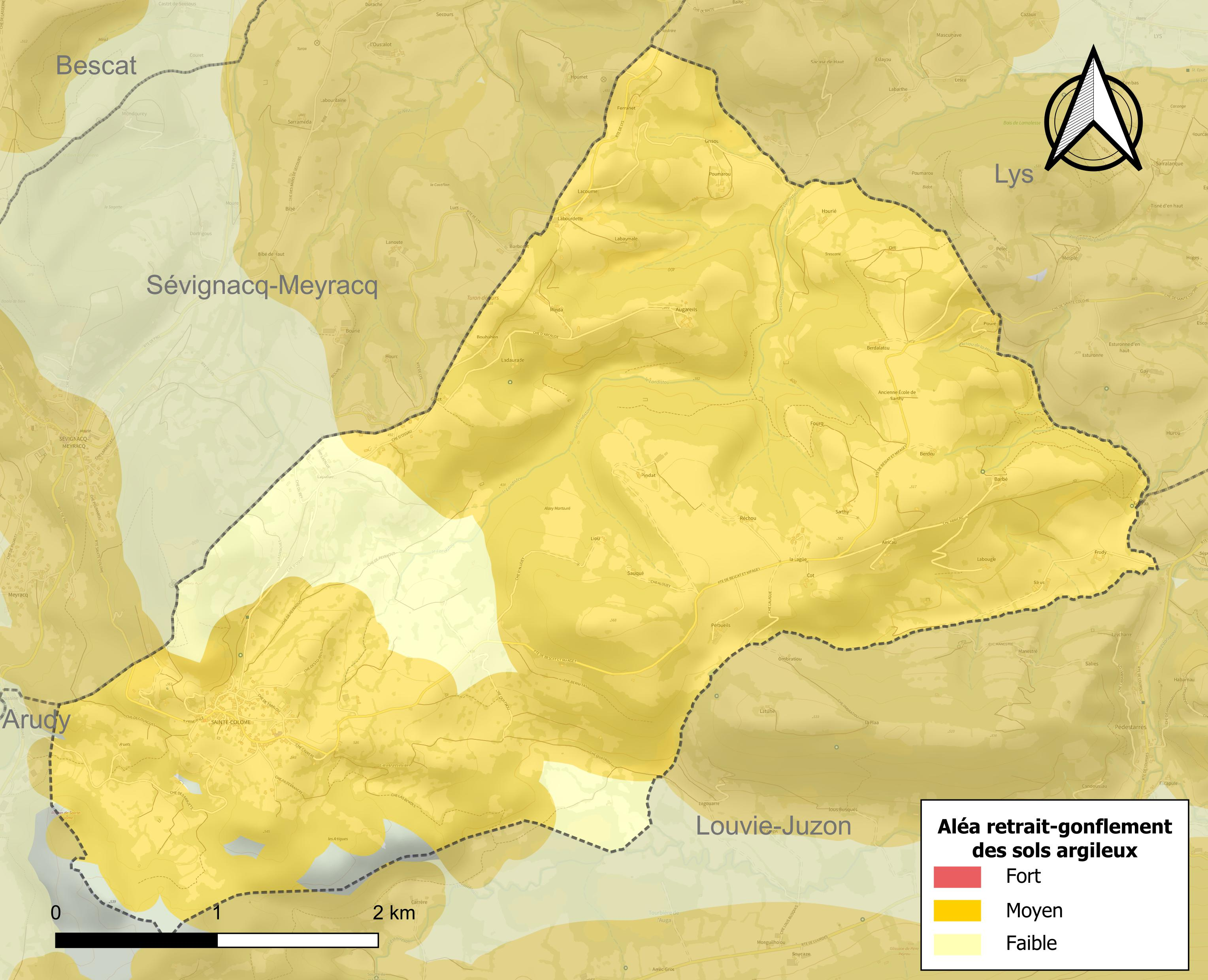
Carte des zones d'aléa retrait-gonflement des sols argileux de Sainte-Colome.

Le retrait-gonflement des sols argileux est susceptible d'engendrer des dommages importants aux bâtiments en cas d’alternance de périodes de sécheresse et de pluie. 88,3 % de la superficie communale est en aléa moyen ou fort (59 % au niveau départemental et 48,5 % au niveau national). Depuis le 1er octobre 2020, en application de la loi ELAN, différentes contraintes s'imposent aux vendeurs, maîtres d'ouvrages ou constructeurs de biens situés dans une zone classée en aléa moyen ou fort,.
La commune a été reconnue en état de catastrophe naturelle au titre des dommages causés par les inondations et coulées de boue survenues en 1982, 1987, 2007, 2009 et 2021.

## Toponymie
Le toponyme apparaît sous les formes Sancta-Columba (vers 1100, titres de Mifaget), 
Sente-Colome (1277, cartulaire d'Ossau ou Livre rouge), Sanctus-Silvester de Sainte-Colome (1655, insinuations du diocèse d'Oloron), Sainte-Colomme (1863, dictionnaire de Paul Raymond).
Selon la légende le nom vient de sainte Colombe, jeune martyre à Sens vers l'an 300.
Son nom béarnais est Senta-Coloma ou Sénte-Couloume.
Andouste, mont situé sur la commune, est mentionné en 1443 sous la forme Andoste (règlement de la Cour Majour).

## Histoire

### Préhistoire
La grotte Tastet,,,, fait partie d'un groupe de huit gisements connus en grotte et en abri datant du Magdalénien moyen et supérieur situés dans un rayon de moins de 2 kilomètres autour de la ville d'Arudy, à une altitude comprise entre 400 et 500 m. Parmi celles-ci, sur Arudy la grotte d'Espalungue (aussi appelée grotte d'Izeste) qui a livré un abondant mobilier décoré et où F. Garrigou a trouvé entre autres un os métatarsien humain portant trois stries ; la grotte Saint-Michel, également riche en art mobilier. Mais la grotte Tastet est la seule grotte ornée connue (en 2013) dans les Pyrénées béarnaises.
La grotte Tastet se trouve dans la pointe ouest de la commune, entre le GR78 et la D232 menant à Sévignacq-Meyracq. Elle est à environ 512 m d'altitude sur le versant est du bassin d'Arudy, dans une barre calcaire haute d'environ 2,5 m, orientée NO-SE et qui affleure à cet endroit sur plusieurs dizaines de mètres au milieu de formations de marnes schisteuses.
De nos jours, son entrée fait 0,5 m de hauteur pour une largeur de 1 m. Elle ouvre sur une salle de 10 m2 pour une hauteur maximum de 2 m, suivie d'une galerie étroite et rectiligne d'environ 15 m de long orientée vers le sud-est,. Il semble qu'au Magdalénien son entrée ait été précédée d'un auvent, aujourd'hui disparu.
Elle a été fouillée à partir de 2012 par l'équipe de Jean-Marc Pétillon, avec une 8e campagne de fouilles en 2020. L'intérieur de la grotte leur a livré des séquences du Magdalénien moyen récent (environ 17 800 à 16 800 ans cal. AP à l'intérieur, surmontant une couche du début du Magdalénien moyen datée à 18 000 - 17 800 ans cal. AP. 

L'extérieur, sous l'ancien auvent, a été fouillé jusqu'à une couche datant du tout début du Magdalénien moyen (vers 19 ka cal. AP). 

Le Magdalénien supérieur est totalement absent du site.
Elle a livré 74 pièces d'industrie osseuse dont 33 du Magdalénien moyen récent : lissoirs et aiguilles à chas en os ; et en bois de renne des outils intermédiaires de type coin/ciseau, plusieurs pointes de projectiles uniquement à biseau simple, des fragments de baguettes demi-rondes.
L'industrie lithique de la même époque inclut un outillage sur lames régulières façonnées au percuteur tendre organique ; une dizaine de fragments de lames robustes en silex du Bergeracois ; des supports de microlithes fabriqués à partir de blocs ou d’éclats, dont presque une centaine de lamelles à dos tronquées de type triangle scalène.
Sa décoration pariétale, dans le style du Magdalénien moyen, inclut deux bisons, deux chevaux et une série de traits gravés, le tout en un panneau d'environ 1 m2 sur la paroi sud de la petite salle. Elle est connue depuis les années 1970.

### Moyen-Âge
Durant les XIIe et XIIIe siècles, les seigneurs de Sainte-Colome se livrèrent à  des expéditions punitives contre les habitants de la commune limitrophe de Pont-Long. En 1385, Sainte-Colome comptait 91 feux et dépendait du bailliage d'Ossau.
Au XIVe siècle, la grande peste fut particulièrement virulente et l'on dénombra 90 décès à Sainte-Colome  et 40 au hameau du Bourdelat. En août 1569, en pleine guerre de Religion, Sainte-Colome a été victime d'une attaque de Montgoméry.
Paul Raymond note que la commune comptait une abbaye laïque, vassale de la vicomté de Béarn.

### XIXesiècle
La commune de Lys a été séparée de Sainte-Colome en 1858.

## Politique et administration
| Période | Période      | Identité            | Étiquette | Qualité |
| ------- | ------------ | ------------------- | --------- | ------- |
| 1995    | 2001         | Paul Garrocq        |           |         |
| 2001    | 2014         | Jean Boussou        |           |         |
| 2014    | janvier 2025 | Jean-Pierre Garrocq |           |         |
| 2025    | En cours     | Bernard Pinout      |           |         |

### Intercommunalité
La commune fait partie de six structures intercommunales :
- la communauté de communes de la Vallée d'Ossau ;
- le syndicat d'eau de la vallée d'Ossau ;
- le syndicat d'électrification du Bas-Ossau ;
- le syndicat de la perception d'Arudy ;
- le syndicat de regroupement pédagogique de Sainte-Colome et Sévignacq-Meyracq ;
- le syndicat intercommunal d'assainissement de Sainte-Colome.

Sainte-Colome accueille le siège du syndicat de regroupement pédagogique de Sainte-Colome et Sévignacq-Meyracq.
La commune fait partie du Pays d'Oloron et du Haut-Béarn.

## Population et société

### Démographie
L'évolution du nombre d'habitants est connue à travers les recensements de la population effectués dans la commune depuis 1793. Pour les communes de moins de 10 000 habitants, une enquête de recensement portant sur toute la population est réalisée tous les cinq ans, les populations de référence des années intermédiaires étant quant à elles estimées par interpolation ou extrapolation. Pour la commune, le premier recensement exhaustif entrant dans le cadre du nouveau dispositif a été réalisé en 2007.

En 2022, la commune comptait 356 habitants, en évolution de +0,56 % par rapport à 2016 (Pyrénées-Atlantiques : +3,78 %, France hors Mayotte : +2,11 %).
| 1793  | 1800  | 1806  | 1821  | 1831  | 1836  | 1841  | 1846  | 1851  |
| ----- | ----- | ----- | ----- | ----- | ----- | ----- | ----- | ----- |
| 1 591 | 1 441 | 1 487 | 1 460 | 1 680 | 1 740 | 1 826 | 1 777 | 1 755 |

| 1856  | 1861 | 1866 | 1872 | 1876 | 1881 | 1886 | 1891 | 1896 |
| ----- | ---- | ---- | ---- | ---- | ---- | ---- | ---- | ---- |
| 1 789 | 676  | 654  | 630  | 616  | 589  | 603  | 574  | 543  |

| 1901 | 1906 | 1911 | 1921 | 1926 | 1931 | 1936 | 1946 | 1954 |
| ---- | ---- | ---- | ---- | ---- | ---- | ---- | ---- | ---- |
| 507  | 508  | 486  | 434  | 386  | 358  | 315  | 321  | 299  |

| 1962 | 1968 | 1975 | 1982 | 1990 | 1999 | 2006 | 2007 | 2012 |
| ---- | ---- | ---- | ---- | ---- | ---- | ---- | ---- | ---- |
| 322  | 280  | 284  | 256  | 283  | 268  | 326  | 334  | 365  |

| 2017 | 2022 | - | - | - | - | - | - | - |
| ---- | ---- | - | - | - | - | - | - | - |
| 356  | 356  | - | - | - | - | - | - | - |

## Économie
L'économie de la commune est essentiellement orientée vers l'agriculture et l'élevage ainsi que vers l'horticulture (hibiscus). Sainte-Colome fait partie de la zone d'appellation de l'ossau-iraty.
Des carrières de marbre, aujourd'hui fermées, subsistent sur le territoire de la commune.

## Culture locale et patrimoine

### Patrimoine civil
- Grotte Tastet, seule grotte ornée connue dans les Pyrénées béarnaises[52], datant du Magdalénien (voir plus haut la section « Préhistoire »)
- Oppidum protohistorique.
- Château, ancienne maison forte des XIIIe et XIVe siècles, inscrit à l'inventaire des Monuments Historiques le 29 avril 1999[p 1]. Il a été incendié en 1569, lors de la campagne des Huguenots pour reprendre le Béarn à Charles IX[68]. Durant cet épisode (troisième guerre de religions), les Huguenots étaient commandés par Gabriel de Montgomery, lieutenant général de la reine de Navarre, Jeanne III d'Albret.
- Maisons du XVIe siècle et du XVIIe siècle. Certaines s'ornent de linteau ouvragé ou de personnages  et d'angelots encadrant les fenêtres.
- Lavoir.
- Monument aux Morts.
- Plaque en mémoire de 18 Poilus de 1914-1918 (dans l'Eglise).

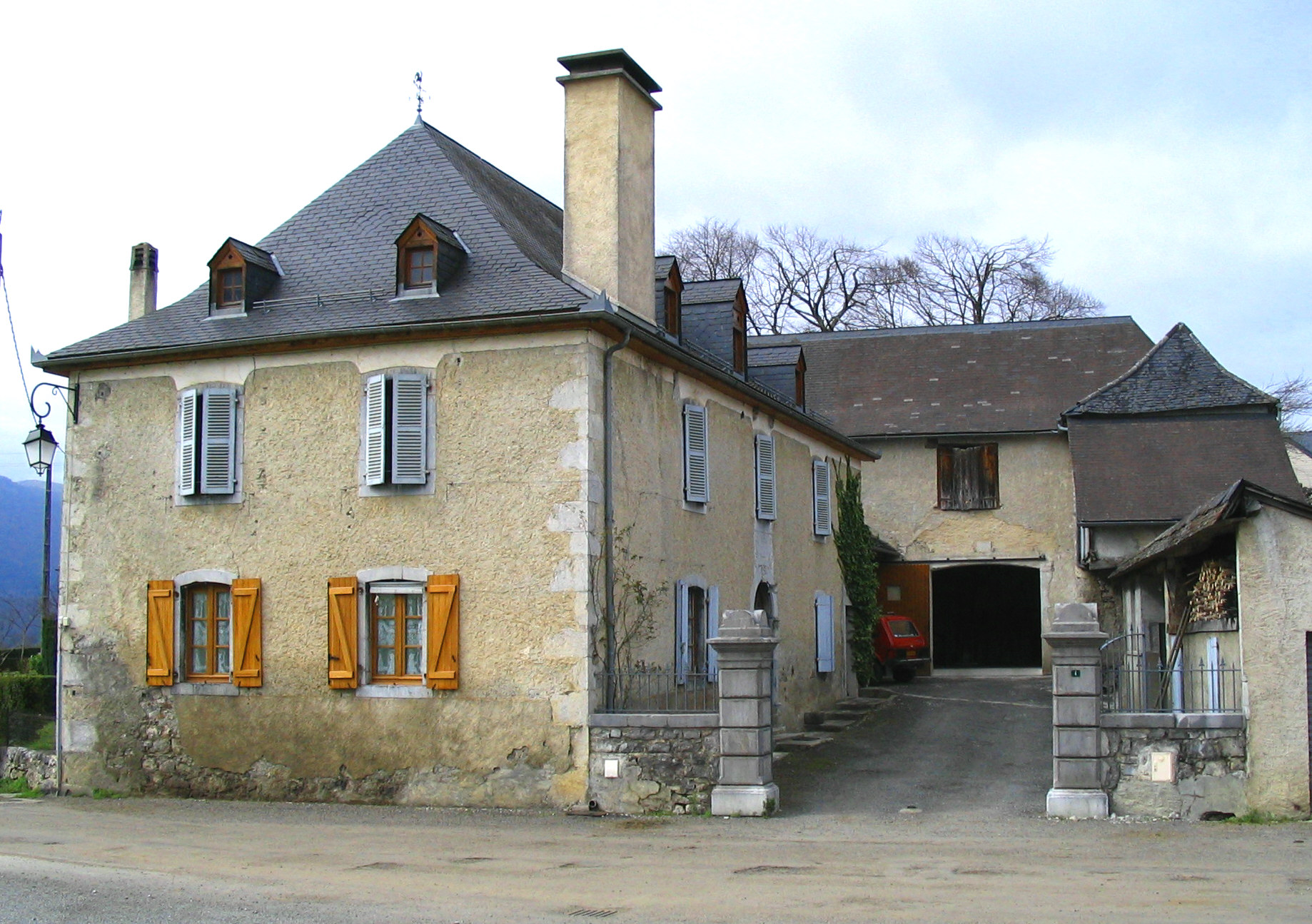
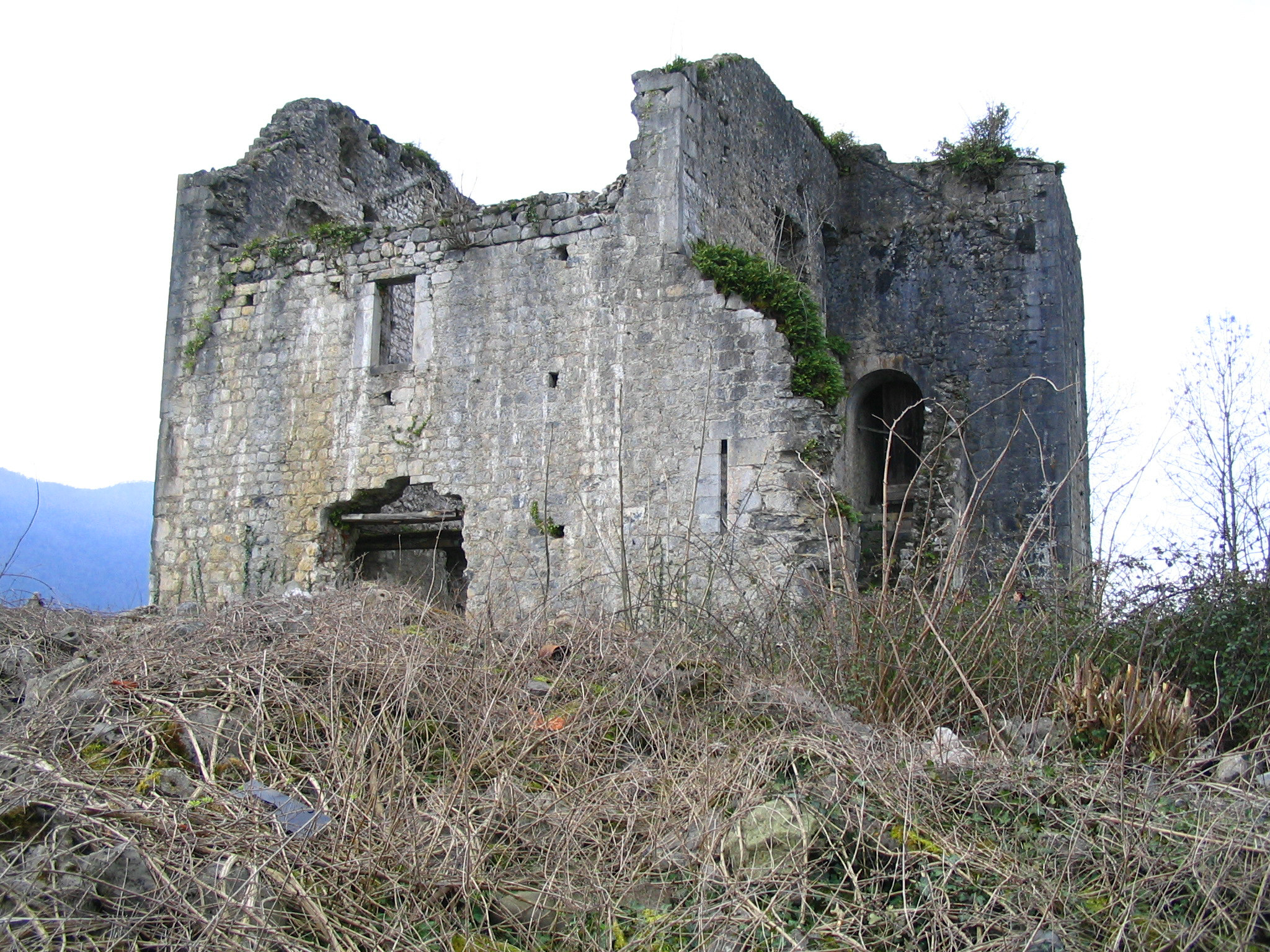
Ruines du château.
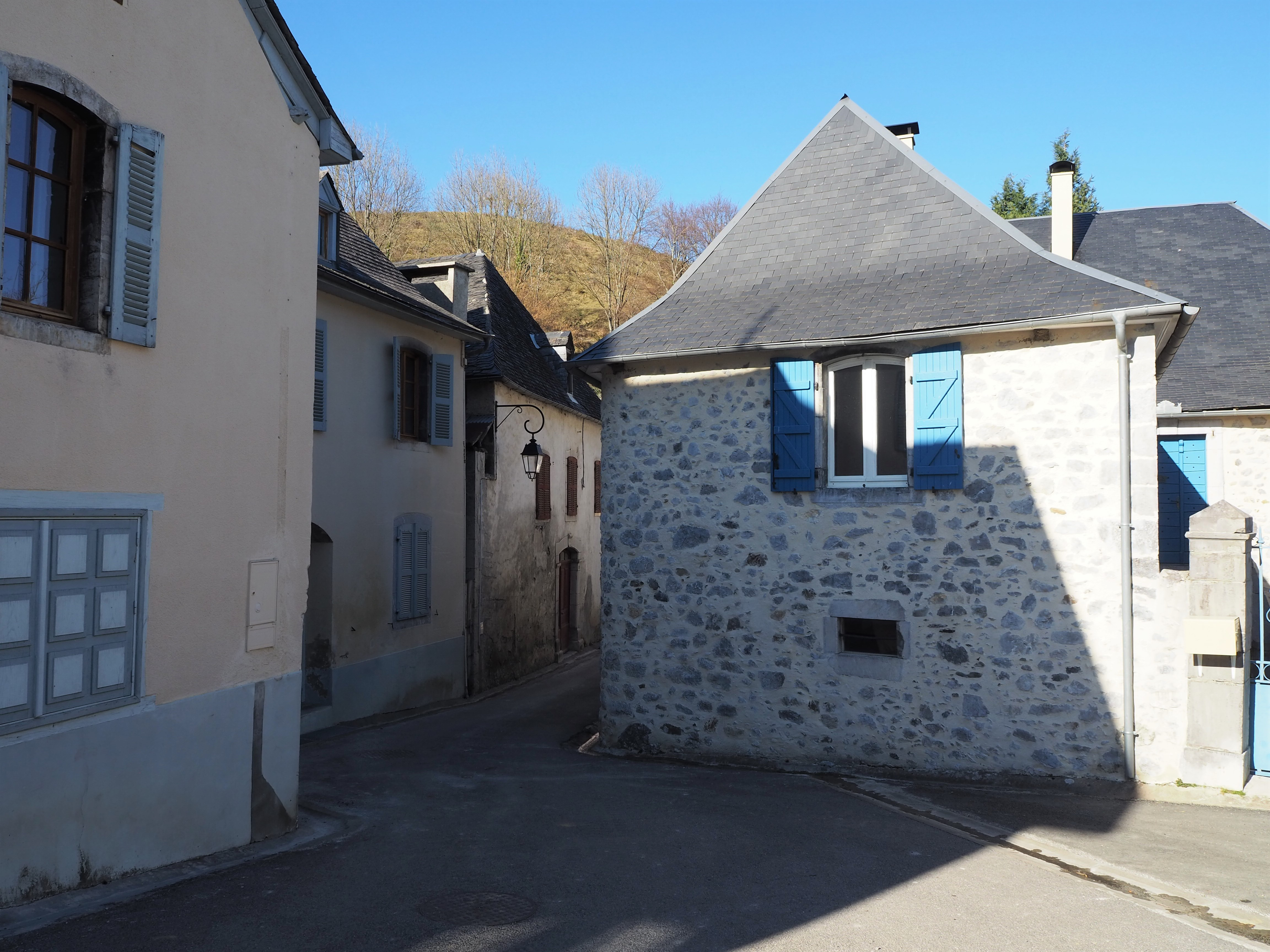
Une ruelle de Sainte-Colome.
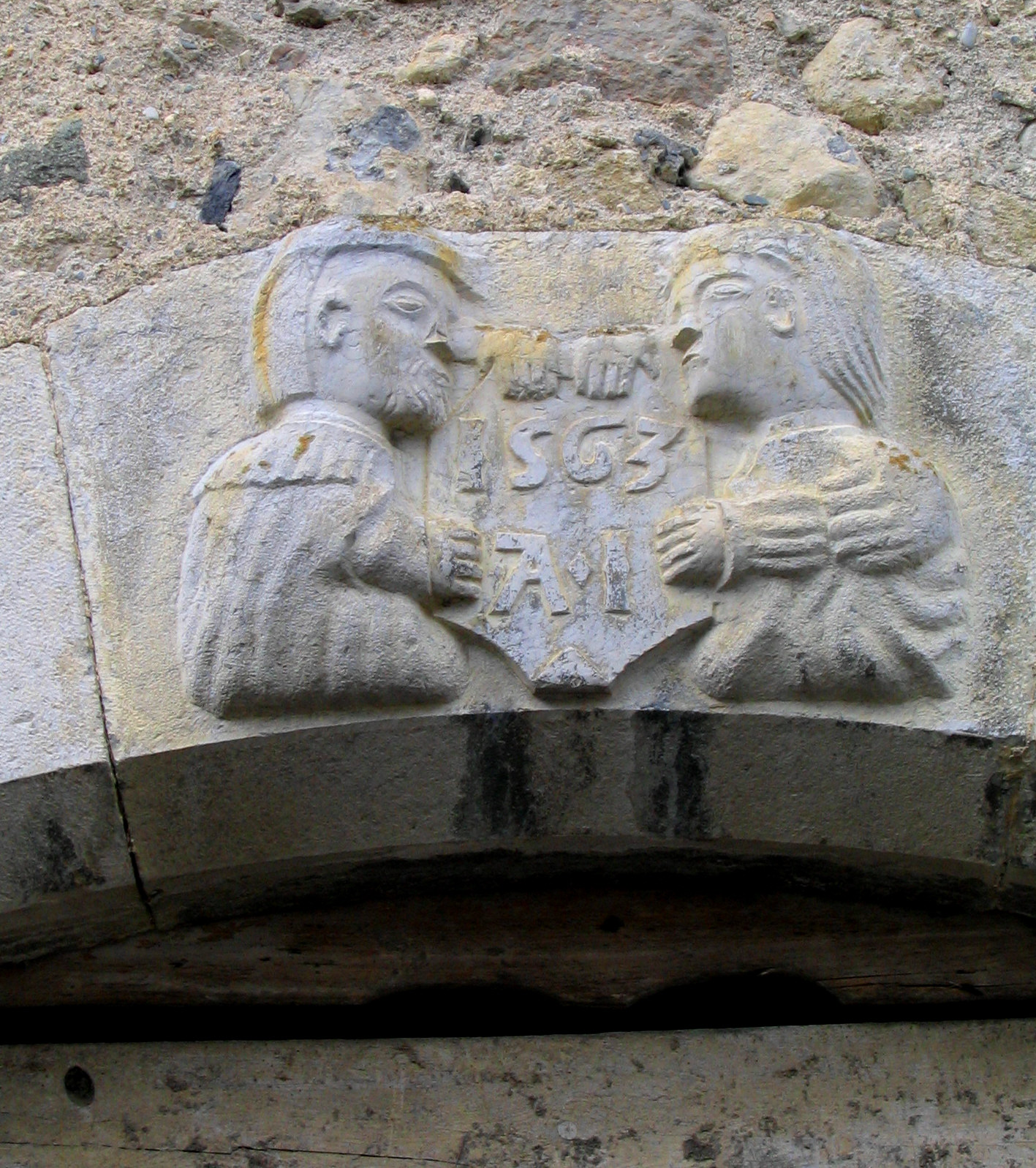
Claveau de porte daté 1563.

### Patrimoine religieux

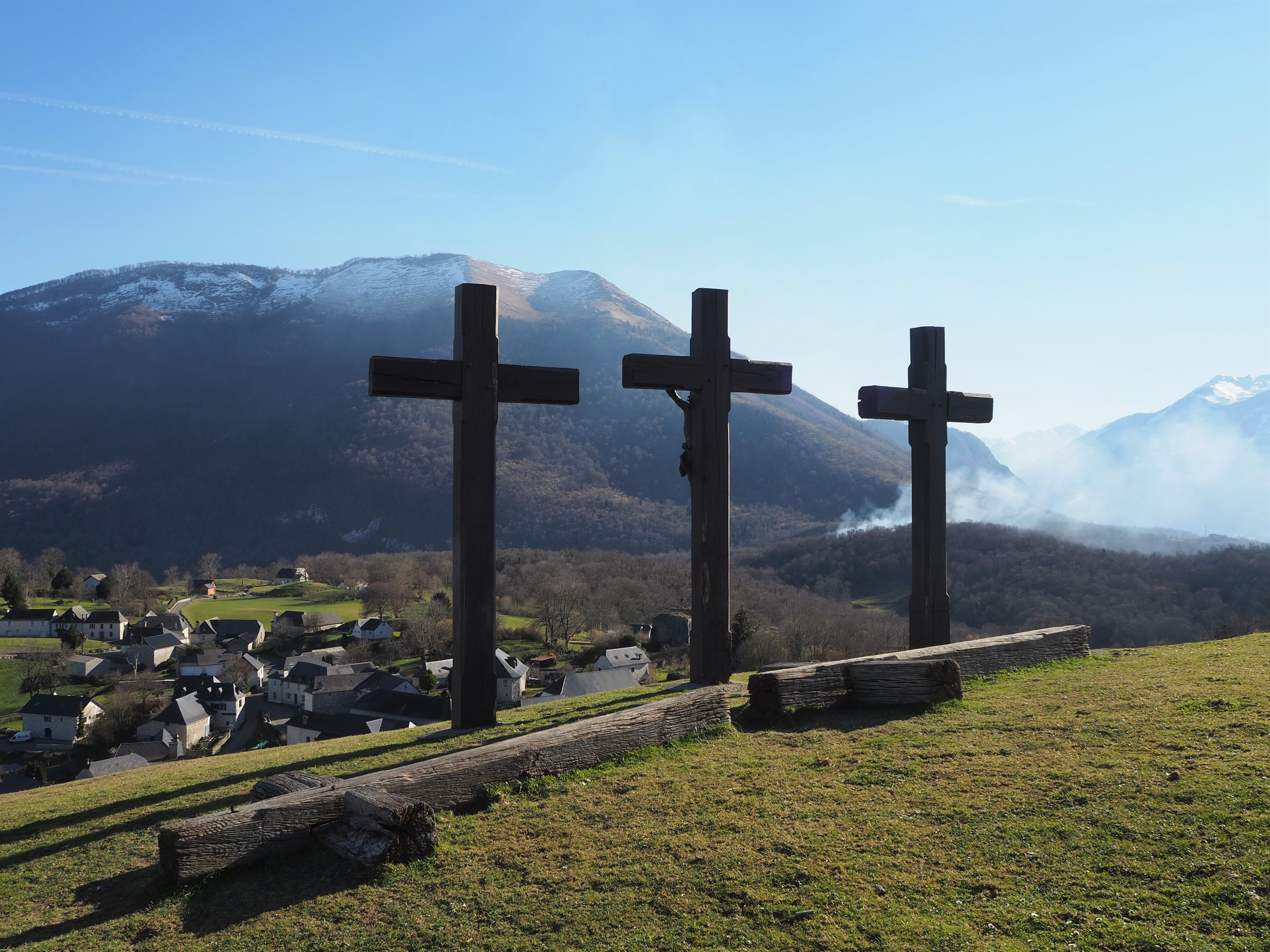
Les trois croix.

- Église Saint-Sylvestre de style gothique flamboyant, des XVe et XVIe siècles, classée Monument Historique le 12 juillet 2001[p 2]. L'église contient un certain nombre d'objets classés[p 3] :
  - deux sculptures : une Vierge à l'Enfant[p 4] et un Christ en croix[p 5]
  - deux tableaux : Vierge et St Jean devant la Croix[p 6], et St François-Xavier tenant un crucifix et un livre[p 7]
  - le retable latéral sud et sa sculpture : St Sébastien[p 8]
  - Autel, retable et tableau : Assomption de la Vierge[p 9]
  - Autel, retable, gradin d'autel, tabernacle, statues (maître-autel)[p 10]
  - le lutrin[p 11]
  - les fonts baptismaux et leur décor[p 12]
  - un confessionnal[p 13]
  - le châsse-reliquaire de Ste Colome[p 14]
- Étape sur le chemin du Piedmont pyrénéen (ou el cami deu pé de la coste), un itinéraire secondaire du pèlerinage de Saint-Jacques-de-Compostelle.
- Calvaire du Boilä Trois croix, dominant le village.

Sainte Colome se trouve sur deux itinéraires du pèlerinage de Saint Jacques de Compostelle. Celui de la voie du piémont qui passe par Sévignacq-Meyracq et Bescat pour rejoindre Oloron Sainte-Marie et un autre qui passe par Louvie-Juzon pour gagner Laruns.

## Équipements
La commune possède une école primaire et un parc de jeu aménagé par la commune.